# Har Zakif
Har Zakif (hebrejsky: הר זקיף) je hora o nadmořské výšce 823 metrů na hranici mezi Izraelem a Libanonem, v Horní Galileji.
Nachází se v horském pásmu Naftali, cca 1 kilometr jihojihozápadně od vesnice Misgav Am a 2 kilometry severně od obce Margalijot. Má podobu odlesněného vrchu, po jehož východním okraji probíhá lokální silnice 886, při které se nachází i enkláva zemědělsky využívaných pozemků.